# 临溪镇 (岳池县)
临溪镇，是中华人民共和国四川省广安市岳池县下辖的一个乡镇级行政单位。

## 行政区划
临溪镇下辖以下地区：
双石桥社区、转东桥村、筒车桥村、冯家河村、方田沟村、白鹤山村、龙摊子村、万年寨村、红庙子村、碑梁村、王家坪村和梅花坪村。